# 无鳞禾叶蕨
无鳞禾叶蕨（学名：Grammitis alepidota）为禾叶蕨科禾叶蕨属下的一个种。

## 扩展阅读
- 維基物種上的相關：无鳞禾叶蕨